# Шевчук Олена Юріївна
Олена Юріївна Шевчук — кандидат мистецтвознавства, доцент кафедри старовинної музики Національної музичної академії України імені П. І. Чайковського, старший науковий співробітник Інституту мистецтвознавства, фольклористики та етнології імені М. Т. Рильського.

## Вибрані праці
- Киевская нотация конца XVI — начала XVIII веков в зеркале современных данных / Е. Ю. Шевчук Сборник трудов РАМ им. Гнесиных, 111—151, 2008
- Греческий распев / Е. Ю. Шевчук, ЭП М / Православная энциклопедия 12, 430—436, 2006
- Болгарский распев / Е Тончева, Е. Ю. Шевчук / Православная энциклопедия 5, 643—646, 2002
- Церковное пение / Шевчук Е. Ю., Лозовая, И. Е. / Православная энциклопедия: Русская Православная Церковь, 599—610, 2000
- Сербский напев в контексте южнославянского влияния (по материалам украинских и белорусских Ирмологионов XVII в.)

Е. Ю. Шевчук // Вестник Православного Свято-Тихоновского Гуманитарного Университета. Серия 5 … 2008
- Об атрибуции песнопений киевского роспева в многороспевном контексте украинской певческой культуры 17–18 вв. ЕЮ Шевчук Київське музикознавство, 14-27 4 1998
- Ирмологион [нотный, украино-белорусский] ЕЮ Шевчук Православная энциклопедия 26, 625—633 3* 2011
- Киевский напев в контексте многораспевности XVII в. ЕЮ Шевчук
- Традиционные музыкальные культуры на рубеже столетий: проблемы, методы … 3* 2008
- Олександр Кошиць і наука про давньоукраїнський церковний спів О Шевчук Науковий вісник НМАУ, 28-42 3 2007
- Київський наспів у контексті церковно-монодичного співу України та Білорусії XVII—XVIII ст. (джерела, жанри, риси стилістики): Автореф. дис. …канд. мистецтвознавства: ОЮ Шевчук НМАУ 3 1999

Жартівливе голосіння (нотатки медієвіста)
О Шевчук
Проблеми етномузикології: [зб. наук. праць] / [упоряд. О. Мурзина]., 222—228 3 1998
Сербські і болгарські редакції південнослов'янських піснеспівів в українській і білоруській церковно-співацькій практиці XVII ст.
О Шевчук
Науковий вісник НМАУ, 105—125 2 2008
Про один аспект зв'язку слов'янських церковно-співних традицій XVI — першої половини XVII ст. (Хомонія)
О Шевчук
Науковий вісник НМАУ, 12-28 2 2007
До питання про ладо-звукорядний устрій пісенних мелодій (в аспекті зв'язків народного й церковно-монодійного співу)
О Шевчук
Проблеми етномузикології: [Зб. наук. праць] / [упоряд. О. Мурзина]., 58-75 2 2003
Спостереження над ритмічною організацією української церковної монодії XVII ст.
ОЮ Шевчук
Метроритм-1 : Колективна монографія / [під ред. І. М. Юдкіна],, 35-40, 146—148 2 2002
Співайте, «Дзвони»! (Про хор української духовної музики під керівництвом Д. Радика)
ОЮ Шевчук
Музика 2, 14 2 1992
Псалм, псалом
О Шевчук
Українська музична енциклопедія 5, 488—495 2018
Циклы литургии в украинских ирмологионах конца XVI — XVII веков с позиций текстологии ЕЮ Шевчук Науковий вісник НМАУ. Вип. 119: Наукові діалоги з Н. О. Герасимовою … 2017
Малашкин Л. Д. ЕЮ Шевчук Православная энциклопедия 43, 196—198 2016
Нотації безлінійні
ОЮ Шевчук
Українська музична енциклопедія 4, 302—305